# Saint-André-Treize-Voies
Saint-André-Treize-Voies is een plaats en voormalige gemeente in het Franse departement Vendée in de regio Pays de la Loire en telt 1077 inwoners (2005). De plaats maakt deel uit van het arrondissement La Roche-sur-Yon.

## Geschiedenis
Op 12 januari 2016 fuseerde Saint-André-Treize-Voies met Mormaison en Saint-Sulpice-le-Verdon tot de huidige Montréverd.

## Geografie
De oppervlakte van Saint-André-Treize-Voies bedraagt 19,0 km², de bevolkingsdichtheid is 56,7 inwoners per km².
De onderstaande kaart toont de ligging van Saint-André-Treize-Voies met de belangrijkste infrastructuur en aangrenzende gemeenten.

## Demografie
Onderstaande figuur toont het verloop van het inwonertal.

## Geboren
- Maxime Bossis (26 juni 1955), voetballer en trainer

Mormaison · Saint-André-Treize-Voies · Saint-Sulpice-le-Verdon